# Art Blank
Art Blank es un personaje ficticio de la saga de películas de terror Saw.

## Perfil
Art es un abogado sin escrúpulos, defiende a criminales e inocentes por igual, no le importa nada. Antes de que John Kramer se convirtiera en Jigsaw, él y Art planeaban un pequeño negocio que quedó en la nada. Art también tuvo un pequeño cruce con El Detective Hoffman y el Sargento Rigg ya que su cliente (Rex), un hombre que maltrataba a su hija y a su esposa, provocó la furia de Rigg y su posterior golpiza a manos del teniente de las SWAT, y Art amenazó al sargento y a Hoffman por el hecho. 
Hoffman, ya convertido en ayudante de Jigsaw, secuestra un día a Art y a Trevor (un hombre del que no se sabe prácticamente nada) y los mete en una bestial trampa. Trevor despierta con los ojos cosidos y Art con su boca en el mismo estado. Están atados por el cuello a una máquina que va enrollando las cadenas de a poco hasta ahorcarlos. Pero Art (luego de intentar comunicarse con Trevor vanamente) decide atacarlo y Trevor se defiende desesperado. Art, finalmente, mata a Trevor y saca la llave que hay en su grillete para abrir el suyo. De inmediato, a causa de la fuerza que gastó matando a Trevor, su boca se descose y grita de dolor. Recuperado del sufrimiento, descubre que tiene un dispositivo colocado en su espalda, una especie de ballesta que hará que un gancho le atraviese la nuca en un tiempo determinado. El artilugio posee un contador que ya se disparó, a su lado hay una cinta, un revólver y un control remoto. La cinta le dice que debe dirigirse al edificio abandonado de Gideon y entrar en la Habitación Maldita donde deberá mantener con vida a los dos hombres (Eric Matthews y el Hoffman) que allí se encuentran (y darle al que está sobre un bloque de hielo el revólver) hasta que el reloj llegue a 0, cuando esto pase, él deberá presionar el botón del control remoto para que el dispositivo en su espalda no lo mate, si lo hace antes, el dispositivo se disparará matándolo. Solo tiene 90 minutos.
Al llegar a la habitación, Art ve a Eric y a Hoffman en sus respectivas trampas y enciende los monitores que hay encima de un escritorio. Eric le pregunta quién es y Hoffman le grita, pero Art no les hace caso, solo le interesa salvar su propio pellejo. Eric intenta suicidarse, pero Art no lo deja y le advierte que si se cae del bloque de hielo, su compañero (Hoffman) morirá electrocutado gracias al mecanismo de la trampa. Eric también intenta atacarlo, pero Art se harta y le informa que él no lo quiere lastimar y le recomienda que permanezca vivo hasta que el reloj que hay encima de la puerta principal llegue a 0. Luego le da a Eric el revólver y saca el control remoto. Faltan quince minutos.
En los monitores se ven a Rigg, Jeff y el agente Strahm atravesando el edificio. A falta de 15 segundos para el final del juego, Art se da cuenta de que una de las puertas de la habitación está unida a una palanca conectada a un artilugio con dos bloques de hielo que están sobre Eric. Rigg llega a la puerta, pero Eric y Art le gritan que no la abra. Rigg, obsesionado con salvar a todos sus amigos, no puede aguantar quedarse allí sin saber qué les está pasando a sus amigos, por lo que decide entrar en el último segundo del juego. Eric, en un último intento desesperado, le dispara a Rigg con el revólver, pero eso no evita que en su caída, derribe la puerta abajo y en consecuencia, el artilugio se accione aplastando la cabeza de Eric con los dos bloques de hielo. Art oprimió el botón y el dispositivo se detuvo, pero Rigg le disparó, pensando que era Jigsaw. Ambos caen adoloridos y se insultan uno al otro, Rigg gritaba adolorido que aún le quedaba tiempo para salvar a Eric, y Art le grita que es un estúpido por abrir la puerta y que Jigsaw lo estaba probando. Saca el reproductor de cintas para reproducir la cinta que Jigsaw le dijo que le diese a Rigg si fallaba en su prueba, pero Rigg piensa que va a sacar un arma y le dispara en la cabeza, matándolo. En Saw V su muerte vuelve a verse al igual qué la de Eric.

## Actor
El actor Justin Louis es el encargado de dar vida a Art Blank en Saw IV

## Doblaje
- Raúl Llorens dobla a Art en Saw IV
- Mario Castañeda se encarga de doblarlo para la versión Latinoamericana